# Calzadilla del Méndigos
Calzadilla del Méndigos es una finca del municipio español de Membribe de la Sierra, perteneciente a la provincia de Salamanca, en la comunidad autónoma de Castilla y León.

## Historia
Hacia mediados del siglo XIX, el lugar, una alquería ya por entonces perteneciente a Membribe, tenía contabilizada una  población de cuatro habitantes. Aparece descrito en el quinto volumen del Diccionario geográfico-estadístico-histórico de España y sus posesiones de Ultramar de Pascual Madoz con las siguientes palabras:

CALZADILLA DE MENDIGOS: alq. agregada al ayunt. de Membrive (1 1/2 leg.), en la prov. de Salamanca (5), part. jud. de Sequeros (8 1/2). Confina N. con Bernoy, (part. de Salamanca); E. Miguel Muñoz (part. de Alba); S. Villar de Salvatierra (del mismo part.), y O. Segovia del Doctor: se estiende 1/4 leg. de N. á S., 3/4 de E. á O., y en ella se encuentra un desp. llamado Hernan Cobo, del que solo quedan algunos vestigios de 2 ó 3 casas é igl., y en la parr. de Navagallega y existe una partida de bautismo de este pueblo del año 1775: dicho desp., que lo fué á mediados del siglo anterior, está sit. en la cima de un cerrito, á la falda de otro mas elevado; le combaten todos los vientos y es muy sano: en la actualidad hay 2 casas regulares, con todas las dependencias necesarias para un labrador; igl. pequeña medio arruinada, servida por el párroco de Navagallega de quien es aneja, un cementerio pegado á la igl. hácia el N., una fuente perenne, para el surtido de los moradores, y una charca para los ganados. El terreno es tenaz y de miga, todo de secano, cubierto su mayor parte de encina con algun roble, y existen 3 prados muy buenos, y un valle bastante grande con abundantes pastos. caminos: el que dirige desde Estremadura por Bejar á Salamanca, y por medio de las casas atraviesa la célebre calzada de la Plata; los demas son transversales y se hallan en buen estado. prod.: trigo, centeno y demas granos en abundancia; ganado vacuno, lanar, merino y cerdoso en bastante número: 5 ó 6 yéguas de vientre, y caza mayor ó menor. pobl. 2 vec.. 4 alm. cap. terr. prod.: 391,275 rs. imp. 6,513. La mitad del terreno de esta alq. corresponde á un rentero, y la otra mitad á D. Diego Lopez, vec. de Salamanca.
(Madoz, 1846, p. 311)

La finca quedó despoblada.